# Kainan Maru
Le Kainan Maru (開南丸) est un bateau de pêche japonais converti en navire d'expédition polaire. Il est utilisé lors de l'expédition antarctique japonaise (1910-1912) de Shirase Nobu.
Considérablement plus petit que les autres navires d'expédition de l'époque, et avec des moteurs auxiliaires sérieusement sous-alimentés, il termine néanmoins un voyage d'environ 50 000 kilomètres. Après un faux départ au cours de l'été austral 1910–1911, la bateau atteint la mer de Ross en janvier 1912 et débarque un groupe d'hommes sur la grande barrière de glace. Alors que ce groupe s'engage dans une marche vers le Sud, le Kainan Maru longe la terre du Roi-Édouard-VII où un autre groupe effectue des levés et des travaux scientifiques. L'expédition revient au Japon avec les honneurs en juin 1912. Cependant, elle est vite oubliée et le Kainan Maru est réutilisé comme bateau de pêche, et sa carrière et son sort ultérieurs restent inconnus.